# Fernando Álvarez de Toledo (scrittore)
Fernando Álvarez de Toledo (Siviglia, 1550 – Santiago del Cile, 7 agosto 1633) è stato uno scrittore e militare spagnolo.
Già soldato nelle Fiandre, attorno agli anni 1580 partì alla volta del Cile come conquistador al seguito dell'esercito di Alonso de Sotomayor. Successivamente fu governatore di Chillán e nel 1600 si sposò a San Juan de la Frontera con Jerónima de Lemos.
Fu autore di un poema in versi (di cui sono pervenuti solo pochi frammenti) intitolato Araucana, che compose ispirandosi a La Araucana di Alonso de Ercilla. Fino a quasi la metà del XX secolo gli era stato attribuito erroneamente un altro poema dal titolo Purén indómito, ma a partire dal 1944, grazie alle ricerche compiute dallo storico Aniceto Almeyda Arroyo, si è scoperto che il vero autore dell'opera era in realtà Diego Arias de Saavedra.